# Vegas (альбом)
| Оценки критиков      | Оценки критиков |
| Источник             | Оценка          |
| -------------------- | --------------- |
| Allmusic             | ссылка          |
| Entertainment Weekly | A− ссылка       |
| Роберт Кристгау      | ссылка          |
| Rolling Stone        | ссылка          |
| Vibe                 | (положительно)  |

Vegas — дебютный альбом американского электронного дуэта The Crystal Method, вышедший в 1997 году.

## Об альбоме
Вокальные партии на альбоме исполнила Трикси Рейс (англ. Trixie Reiss). Все песни написали Скотт Киркленд и Кен Джордан, за исключением «Comin' Back» и «Jaded», которые были написаны в соавторстве с Трикси Рейс.
«Busy Child» содержит отрывки из «Juice (Know the Ledge)» дуэта Eric B. & Rakim. В «Trip Like I Do» использованы семплы из фильма Джима Хенсона «Тёмный кристалл» (англ. The Dark Crystal), а женские голоса, которые можно услышать во время песни были взяты из сообщения на автоответчике, которое Скотт Кирклэнд получил от женщины, с которой познакомился в клубе. «Keep Hope Alive» содержит элементы из речи Джесси Джексона (англ. Jesse Jackson). «Bad Stone» содержит отрывки из двух стэнд-ап выступлений Билла Косби, «Tonsils» и «Chicken Heart» с альбома Wonderfullness''.
Трек «Busy Child» вошёл в саундтрек к фильмам «Без чувств», «Угнать за 60 секунд» и «Затерянные в космосе». «Keep Hope Alive» вошёл в фильмы «Убийцы на замену» и «Dragon Ball Z: Lord Slug», а также был использован в качестве заглавной темы для сериала «Третья смена». Несколько песен с альбома были использованы в игре FIFA 98: Road to World Cup и в саундтреке для игры N2O: Nitrous Oxide, как и «Now Is the Time», который можно найти в британской версии альбома Vegas. В альбом Chef Aid: The South Park Album из сериала «Южный парк» вошла переработанная версия песни «Vapor Trail», с вокалами DMX, Ol' Dirty Bastard, Оззи Осборна и Fuzzbubble. Песня была переименована в «Nowhere to Run» (иногда используется название «Nowhere to Run (Vapor Trail)». Песня «High Roller» использовалась в рекламе Mazda Miata, а также сравнительно недавно вошла в рекламу Victoria’s Secret и игру Donkey Konga 2.

## Список композиций

### Оригинальное издание
1. «Trip Like I Do» — 7:34
2. «Busy Child» — 7:25
3. «Cherry Twist» — 4:25
4. «High Roller» — 5:29
5. «Comin’ Back» — 5:39
  - содержит небольшой скрытый трек перед песней.
6. «Keep Hope Alive» — 6:12
7. «Vapor Trail» — 6:31
8. «She’s My Pusher» — 5:41
9. «Jaded» — 7:05
10. «Now Is the Time» (бонусный трек в британском издании)
11. «Bad Stone»1 — 5:09
12. «(Can’t You) Trip Like I Do» — 04:28 (бонусный трек в британском издании)

1Так как американский релиз не содержал трек «Now Is the Time», «Bad Stone» стал десятым и заключительным треком.

## Подарочное издание
The Crystal Method отметили десятилетний юбилей своего дебютного альбома Vegas, выпустив специальное подарочное издание альбома 18 сентября 2007. Новая версия альбома представляла собой переизданный и перезаписанный двойной диск, содержащий помимо 10 основных треков, редкие записи, концертные треки и ремиксы. Ремиксы, вошедшие в подарочное издание, были данью уважения таким исполнителям как Пол Окенфолд, MSTRKRFT, Hyper, Sta, Deadmau5, Koma & Bones, Tom Real vs. The Rogue Element и Myagi. Также в альбом вошла оригинальная версия сингла «Comin' Back» образца 1993 года с видеоклипами на альбомную версию этого трека и «Busy Child». Предваряя выход подарочного издания, с 28 августа на iTunes можно было приобрести «Busy Child [Sta Remix]».

### CD 1
1. «Trip Like I Do» — 7:34
2. «Busy Child» — 7:25
3. «Cherry Twist» — 4:25
4. «High Roller» — 5:29
5. «Comin' Back» — 5:39
6. «Keep Hope Alive» — 6:12
7. «Vapor Trail» — 6:31
8. «She’s My Pusher» — 5:41
9. «Jaded» — 7:05
10. «Bad Stone» — 5:09

### CD 2
1. «Busy Child» (Sta Remix) — 6:43
2. «Trip Like I Do» (Tom Real vs The Rogue Element Remix)
3. «Keep Hope Alive» (MSTRKRFT Remix)
4. «Comin' Back» (Koma and Bones Remix)
5. «Busy Child» (Hyper Remix)
6. «Cherry Twist» (Deadmau5 Remix)
7. «Busy Child» (Paul Oakenfold Remix)
8. «High Roller» (Myagi Remix)
9. «Comin' Back» ('93 демо)
10. «Vapor Trail» (концертная версия)
11. «Busy Child» (видеоклип)
12. «Comin' Back» (видеоклип)

## Позиции в чартах
| Чарт (1997)   | Высшая позиция |
| ------------- | -------------- |
| Billboard 200 | 92             |

### Сертификации
| Страна | Сертификация |
| ------ | ------------ |
| США    | Платиновая   |

## Интересное
В песне High Roller на 2:18,8 присутствует звук Windows - восклицание

## Группа The Crystal Method уличила Кремль в использовании своей песни для видео из Сирии
"Нам стало известно, что в последние 24 часа Кремль с помощью российского государственного телеканала ВГТРК использовал нашу песню High Roller в качестве саундтрека для шокирующих кадров, снятых беспилотником в Сирии, - заявили музыканты. - Мы ни в коем случае не разрешаем использовать нашу музыку в таком контексте". "Crystal Method не поощряет насилие в целях разрешения конфликта. Мы глубоко сочувствуем пострадавшим от этой ужасной войны сирийцам, их друзьям и семьям".
Siria Army ,Ofensiva contra posiciones terroristas : Vision Drone Ruso